# Leopoldo I da Baviera
Leopoldo IV, o Generoso (c. 1108 – 18 de outubro de 1141) foi marquês da Áustria a partir de 1136 e duque da Baviera de 1139 até à sua morte.
Leopoldo era um dos filhos mais novos de Leopoldo III da Áustria. Não se sabe por que razão era originalmente preferível aos seus irmãos Adalberto e Henrique Jasomirgott.
Através da sua mãe, Inês da Germânia, ele estava relacionado com os Hohenstaufen. Em curso da luta contra a família Guelfo, foi dada a Baviera dos Guelfos a Leopoldo, pelo Imperador Conrado III. Leopoldo conseguiu manter a sua posição.
A medida mais importante do seu curto reinado foi a Troca de Mautern, celebrada com o Bispo de Passau, em 1137. Ao bispo foi dada a Igreja de São Pedro em Viena, enquanto que o marquês recebeu trechos alargados das terras do bispo, fora das muralhas da cidade, com a excepção do território onde mais tarde seria construída a Catedral de Santo Estêvão.
Leopoldo faleceu em Niederaltaich (Baviera), de forma inesperada. Não casou e não teve descendência. Foi sucedido pelo seu irmão Henrique.